# ケルンのブルーノ
ケルンのブルーノ（ドイツ語:Bruno von Köln、1030年頃 - 1101年10月6日）は、ドイツ出身のカトリック教会の聖職者である。修道会カルトジオ会の創設者であり、カルトジオ会の最初の修道院二つを創建した。フランスのランスで教師として名声を得た。弟子のひとりウルバヌス2世の助言者としても知られる。カトリック教会では聖人であり、祝日は10月6日。

## 弁論家ブルーノ
ブルーノの葬送の辞では、その雄弁、詩才、哲学や神学の才能が称えられた。ブルーノは卓抜な教師であり、その門下には多くの才能を輩出した。弟子には、のちにローマ教皇ウルバヌス2世となるシャティヨンのユード、枢機卿・レッジョ司教ランジェ、ラングル司教ロベルトゥスの他、多くの高位聖職者や修道院長が含まれる。

## 生涯

### ランス大聖堂付属学校のブルーノ
ブルーノはランス大聖堂付属学校で人文学と神学を修め、ケルンに戻り聖クニベルト教会付きのカノン僧（律修司祭）となった。しかし1056年にはランスに呼び戻され、付属学校の神学教師となった。翌年、師ヘリマン(en:Heriman）の引退に伴い、ブルーノは同校学長またランス教区内の教会諸学校の統括となった。1057年から1075年のほぼ12年のあいだブルーノは、オーリヤックのジェルベールことシルウェステル2世ら高名な前任者たちの築いた名声をよく維持した。

### ランス教区参事官
1075年、ブルーノはランス教区の参事官に任命され、教区行政に携わるようになった。このとき大司教だったのは、マナッセ・ド・グルネーであった。前任者ジェルヴェー大司教は、ブルーノの友人でもあり敬虔で知られた人物であったが、マナッセは粗暴な貴族で聖職にふさわしくない人物であった。1077年、ブルーノとランスの聖職者たちの求めにより、ド・グルネーはオータンの教会会議に査問された。ド・グルネーは、11世紀らしい、激しい権力闘争で応じ、反対者の徹底的な攻撃を行い、教皇にまで訴えでた。その結果、1080年に撤回されるまで、ブルーノは大聖堂所在地のランスから追放された。これに反対して民衆は暴動を起こし、ためにマナッセは追放を撤回し、当時の教皇グレゴリウス7世と激しく対立していたハインリヒ4世のもとへ逃亡した。

### カルトジオ会のはじまりと司教叙任の拒否

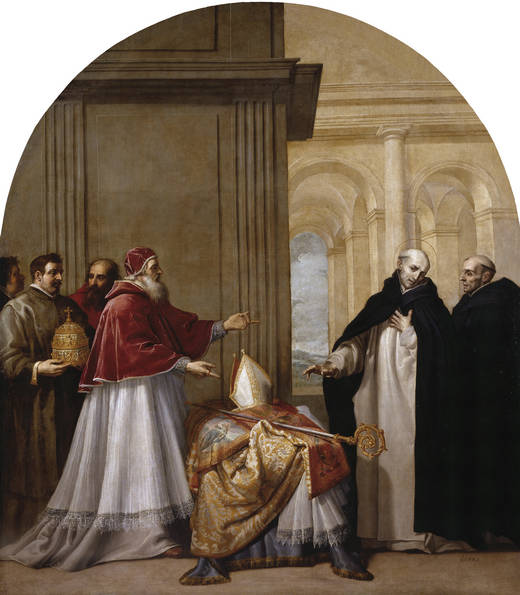
レッジョ・ディ・カラブリア大司教の座を拒む聖ブルーノ、ビンセンテ・カルドゥッチョ画、プラド美術館蔵

ランスではブルーノを司教に望む声が高まったが、ブルーノは世俗的なことに関わることを避ける誓いを立て、これを辞退した。ブルーノに隠棲の志が起こったのは、この頃からであったようである。ブルーノはケルン時代の友人とともに、当時有名だった隠修士モレームのロベールの指導を受けた。ロベールはそれより少し前の1075年、ラングル教区内のモレーム近郊、セッシュ=フォンテーヌに他の隠修士とともに共住修道生活をはじめていた（1098年にこの共同体はシトー会として認可される）。しかしブルーノはほどなくロベールの共同体自体に自分の召命がないことを悟る。ロベールのもとに短期間滞在したのち、ブルーノは6人の同志とともに、グルノーブル司教ユーグのもとに向かった。聖人伝によると、ユーグはその少し前に幻で彼らが七つの星のもとに居るのをみたという。ユーグは彼らを受けて、1084年、グルノーブルから遠くないドーフィネの山中の寂れた場所に彼らを落ち着かせた。この場所をグランド・シャルトルーズという。シャルトルーズ会ないしカルトジオ会のはじまりである。一行は、ブルーノの他、4人の聖職者と2人の平信徒からなっていた。
7人は、孤立した貧しい生活をささやかに営み、祈りと研究に没頭した。彼らの学識はよく知られており、ユーグ司教もしばしば彼らを訪れた。
そのさなかに、ブルーノの弟子、シャティヨンのユードがウルバヌス2世として即位した（1088年）。ウルバヌス2世は、前任者グレゴリウス7世が始めた教会改革を続け、また対立教皇ラヴェンナのグイベルトやその擁立者・神聖ローマ皇帝ハインリヒ4世と対抗するために、有能で信頼できる協力者を必要としており、1090年に師であるブルーノをローマに召喚した。
ブルーノがローマでどのような地位を占めていたか、同時代の事件にどのような影響力を及ぼしたかは、機密の壁に隠されていて、ほとんど知られていない。ローマでは、ラテラン宮殿に教皇とともに住み、側近との秘密の会合に近侍し、助言者として働く一方、ローマ内外の敵対者や教皇庁内の権力闘争からは巧みに身をおいた。ブルーノは徹底して黒子に徹した。ウルバヌス2世が第一回十字軍を呼びかけたクレルモン教会会議にすらブルーノは出席していない。一方、ベネヴェント教会会議（1091年3月）には、ブルーノも出席したようである。
ブルーノがローマに到着した直後にハインリヒ4世が南下してきたため、教皇側は南イタリアへの疎開を余儀なくされた。南への疎開中、ブルーノはレッジョ・カラブリアで注目を集めた。この土地はちょうど大司教アルヌルフを喪ったばかりであった（1090年）。そこで教皇とプーリア公ルッジェーロは、ブルーノの推戴を強力に支持し、受諾するようブルーノに圧力をかけた。ブルーノはいったん受諾するかと思われたが、これを固辞してサレルノのあるベネディクト会修道院へ入り、グルノーブルでの隠棲生活に戻りたい意志を書簡で明確に伝えた。しかし教皇が彼を手元に置くことを強く望んだため、フランスには帰らずイタリアに留まった。
1091年、スクィラーチェ教区内でブルーノは幾人かの追随者とともに新しい隠修共同体をはじめた。森で覆われた小さな谷間に、彼らは木造の礼拝堂と小屋を建てた。この共同体は聖母マリアに捧げられていた。シチリア兼カラブリア伯ルッジェーロ1世が彼らの庇護者となり、その土地を寄進するとともに友情を育んだ。ルッジェーロが病気になるとブルーノは彼をミレトの宮廷に訪ね（1098年と1101年）、また息子のルッジェーロに洗礼を施している（1097年）。ルッジェーロはしばしばブルーノを訪ね、ブルーノの共同体内に自身のために小さな家を建ててさえいる。ルッジェーロの寄進により、聖ステファノに捧げられた修道院が1095年に完成した。
世紀の変わり目近くに、ブルーノの友人たちは次々と世を去った。ウルバヌス2世が1099年に、グランド・シャルトルーズの修道院の創設メンバーでありこの修道院を監督したランドゥインが1100年に、ルッジェーロ1世が1101年になくなった。ブルーノは後を追うように、1101年10月6日に死去した。

## ブルーノの列聖
ブルーノは聖母マリアに捧げられた共同体の墓地に葬られた。カトリック教会がブルーノを正式に列聖するまでには数世紀を要したが、16世紀から17世紀にかけて、カラブリアではすでにブルーノはこの地方の守護聖人とみなされるようになっていた。
ブルーノは修道会創設者であると同時に著述家でもあり、詩篇とパウロ書簡についての注釈を残している。また、信仰について述べた2通の書簡と、この世のはかなさについての短い哀歌1篇が残っている。聖書についての註解からは、ブルーノがいくらかヘブライ語とギリシア語を解したことがわかる。ブルーノは教父とりわけアウグスティヌスとアンブロジウスの著作に親しんでいた。
カトリックの聖画像においては、通常、ブルーノは、されこうべをもち、十字架と本をもって観想する姿で描かれる。ブルーノの後ろの光輪にはしばしば七つの星が描かれる。光輪のかわりに "O Bonitas" と書いた輪がおかれることもある。